# Proibito (film 1932)
Proibito (Forbidden) è un film del 1932 diretto da Frank Capra.

## Trama
Lulu Smith, una ragazza di provincia, stanca di essere derisa perché sola decide di prelevare tutti i soldi depositati in banca e partire per una vacanza. In crociera per Cuba conosce un gentiluomo e con lui inizia una relazione. Finita la vacanza lei trova lavoro presso un giornale e la storia d'amore continua. Solo dopo qualche mese l'uomo le confessa di amarla ma che le ha mentito: il suo vero nome è Bob Grover, è già sposato e non può divorziare. La donna ferita lo caccia dal suo appartamento senza dirgli di essere incinta.
Qualche tempo dopo l'uomo riesce finalmente a rintracciare la ragazza e scopre di avere una figlia di nome Roberta. Nonostante il tempo passato i due si amano come il primo giorno. Al Holland, un giornalista che corteggiava Lulu e che vuole scoprire i segreti della carriera politica di Bob casualmente trova i tre assieme, per evitare uno scandalo Lulu gli dichiara di essere la governante della bambina che è stata adottata dal politico.
Bob ufficializza l'adozione rendendo felice la moglie ma Lulu non può continuare a fare finta di essere la governante decide quindi di tornare a lavorare al giornale dove Al adesso è direttore.
Passano gli anni, l'amore continua ma Lulu decide di vivere sempre nell'ombra e nonostante Bob le confessa di voler rivelare al mondo intero il suo vero amore lei lo dissuade. Accetta perfino di sposare Al che invece cerca in tutti i modi di scoprire la madre naturale di Roberta per poter distruggere la carriera del futuro governatore. 
La sera delle elezioni Al confessa a Lulu di aver intercettato una lettera di Bob indirizzata a lei e vuole usarla per costringere il politico alle dimissioni, Lulu per salvare l'onore dell'uomo amato e della figlia lo uccide e brucia la lettera.
Passano altri anni e Bob si trova in punto di morte. Firma un testamento in cui lascia metà dei suoi beni a Lulu per la quale in qualità di governatore aveva firmato la grazia. Giunta al capezzale Lulu nonostante le parole d'amore decide di distruggere il testamento e tornare a vivere nell'ombra senza danneggiare la famiglia dell'uomo che ha sempre amato.

## Distribuzione
Fu presentato alla prima edizione della Mostra del cinema di Venezia.

## Accoglienza

### Critica
(Mario Gromo, La Stampa, 7 dicembre 1932)